# Sigurd Swane (dokumentarfilm)
|  | Denne artikel er oprettet af botten Steenthbot ud fra en ekstern database. Den kan derfor have sproglige fejl eller mangler. Denne skabelon kan fjernes efter kontrol af indholdet. |

Sigurd Swane er en dansk dokumentarfilm fra 1945.

## Handling
Kunstmaleren Sigurd Swane på sin gård i Odsherred. Sigurd Swane (1879-1973) var en dansk post-impressionistisk maler og digter. Især kendt for sine landskabsmalerier, bl.a. fra sin gård i Odsherred, hvor han boede i lange perioder af sit liv.

## Medvirkende
- Sigurd Swane